# Liste der Orte im Kreis Mehedinți

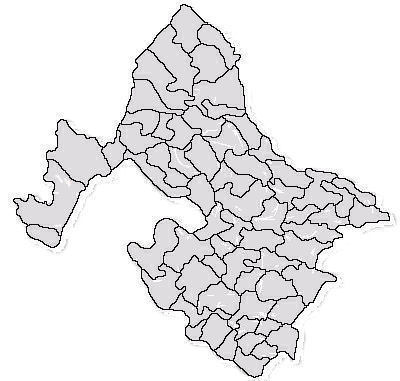
Gemeinden des Kreises Mehedinți

Der Kreis Mehedinți in Rumänien besteht aus offiziell 360 Ortschaften. Davon haben 5 den Status einer Stadt, 61 den einer Gemeinde. Die übrigen sind administrativ den Städten und Gemeinden zugeordnet.

## Städte
| - Baia de Aramă - Drobeta Turnu Severin | - Orșova - Strehaia | - Vânju Mare |

## Gemeinden
| - Bâcleș - Bala - Bălăcița - Balta - Bâlvănești - Braniștea - Breznița-Motru - Breznița-Ocol - Broșteni - Burila Mare - Butoiești - Căzănești - Cireșu - Corcova - Corlățel - Cujmir - Dârvari - Devesel - Dubova - Dumbrava (Gemeindesitz: Dumbrava de Jos) - Eșelnița | - Florești - Gârla Mare - Godeanu - Gogoșu - Greci - Grozești - Gruia - Hinova - Husnicioara - Ilovăț - Ilovița - Isverna - Izvoru Bârzii - Jiana - Livezile - Malovăț - Obârșia de Câmp - Obârșia-Cloșani - Oprișor - Pădina Mare | - Pătulele - Podeni - Ponoarele - Poroina Mare - Pristol - Prunișor - Punghina - Rogova - Salcia - Sisești - Șimian - Șovarna - Stângăceaua - Svinița - Tâmna - Vânători - Vânjuleț - Vlădaia - Voloiac - Vrata |

## 2
| - 23 August |

## A
| - Adunații Teiului - Albulești - Almăjel | - Alunișul - Arginești | - Arvătești - Aurora |

## B
| - Bădițești - Bahna - Baia Nouă - Bala de Sus - Balota - Balotești - Balta Verde - Bâltanele (Greci) - Bâltanele (Prunișor) - Băluța - Bâlvăneștii de Jos - Bârâiacu - Bârda | - Bârlogeni - Batoți - Biban - Bistrețu - Bistrița - Blidaru - Bobaița - Boceni - Borogea - Brâgleasa - Brânzeni - Brateșul | - Bratilovu - Brativoești - Brebina - Breța - Breznicioara - Bucura - Budănești - Buicani - Buicești - Bunoaica - Burila Mică - Busești |

## C
| - Călineștii de Jos - Călineștii de Sus - Câmpu Mare - Căpățânești - Cărămidaru - Cârceni - Cârjei - Cârșu - Cearângu - Celnata - Ceptureni - Cerânganul - Cerna-Vârf - Cernaia | - Cerneți - Cervenița - Ciochiuța - Cioroboreni - Ciovârnășani - Coada Cornetului - Cocorova - Colareț - Colibași - Comanda - Comănești - Copăcioasa - Cordun | - Corzu - Cosovăț - Costești - Cotoroaia - Cozia - Cracu Lung - Cracu Muntelui - Crăguești - Crainici - Cremenea - Crivina - Croica - Cujmiru Mic |

## D
| - Dâlbocița - Dâlma - Dănceu - Dealu Mare - Dedovița Nouă - Dedovița Veche - Deleni | - Delureni - Dobra - Drăghești - Dragotești - Drincea - Dudașu Schelei | - Dudașu - Dumbrava de Jos - Dumbrava de Mijloc - Dumbrava de Sus - Dumbrăvița - Dunărea Mică |

## E
| - Eibenthal | - Ercea | - Erghevița |

## F
| - Fântâna Domnească - Fântânile Negre | - Fața Cremenii - Fața Motrului | - Făuroaia - Firizu |

## G
| - Gârbovățu de Jos - Gârbovățu de Sus - Gărdăneasa - Gârdoaia - Gârnița - Gemeni - Ghelmegioaia | - Gheorghești - Giura - Giurgiani - Goanța - Godeanu (Obârșia-Cloșani) - Golineasa - Gornenți | - Gornovița - Govodarva - Gura Motrului - Gura Văii - Gutu - Gvardinița |

## H
| - Halânga - Higiu | - Hotărani | - Hurducești |

## I
| - Iablanița - Igiroasa - Ilovu - Imoasa | - Iupca - Izimșa - Izvoarele - Izvorălu de Jos | - Izvorălu - Izvoru Aneștilor - Izvoru Frumos |

## J
| - Jiana Mare - Jiana Veche - Jidoștița | - Jignița - Jirov | - Jugastru - Jupânești |

## L
| - Lac - Lazu - Livezi | - Ludu - Lumnic - Lunca Banului | - Luncșoara - Lupșa de Jos - Lupșa de Sus |

## M
| - Magheru - Măgurele - Mălărișca - Manu - Mărășești | - Marga - Marmanu - Măru Roșu - Menți - Meriș | - Mijarca - Moisești - Molani - Moșneni - Motruleni |

## N
| - Nadanova - Negoești - Negrești | - Negrușa - Nevățu | - Nicolae Bălcescu - Noapteșa |

## O
| - Ohaba - Olteanca | - Oprănești - Orevița Mare | - Ostrovu Corbului - Ostrovu Mare |

## P
| - Pădina - Pădina Mică - Păltinișu - Pârlagele - Pârvulești - Păsărani - Păunești - Pavăț - Peri - Peșteana - Peștenuța | - Petra - Petriș - Pistrița - Plai - Plopi - Pluta (Mehedinți) - Podu Grosului - Poiana - Poiana Gruii - Poroina | - Poroinița - Porțile de Fier II - Poșta Veche - Prejna - Priboiești - Prisăceaua - Proitești - Prunaru - Pușcașu - Puținei |

## R
| - Racova - Răduțești - Răiculești - Răscolești | - Recea - Rocșoreni - Roșia - Roșiori | - Rudina - Runcușoru - Ruptura |

## S
| - Sălătruc - Sărdănești - Satu Mare - Satu Nou - Scăpău - Schela Cladovei - Schinteiești - Schitu Topolniței - Scorila - Seliștea - Selișteni | - Seliștiuța - Severinești - Sfodea - Șipotu (Ponoarele) - Șipotu (Poroina Mare) - Șiroca - Slașoma - Slătinicu Mare - Slătinicu Mic - Smadovița - Sperlești | - Stăncești - Stănești - Stejaru - Stignița - Ștircovița - Stroești - Studina - Suharu - Șușița (Breznița-Ocol) - Șușița (Grozești) |

## T
| - Tălăpanu - Țânțaru - Târsa | - Țigănași - Tismana - Titerlești | - Țițirigi - Traian - Turtaba |

## V
| - Valea Anilor - Valea Bună - Valea Copcii - Valea Coșuștei - Valea Izvorului - Valea Marcului | - Valea Petrii - Valea Teiului - Valea Ursului (Ponoarele) - Valea Ursului (Tâmna) - Varodia - Viașu | - Vidimirești - Vișina - Vlădășești - Vlădica - Voloicel - Vrancea |

## Z
| - Zegaia | - Zegujani |